# Norul Interstelar Local

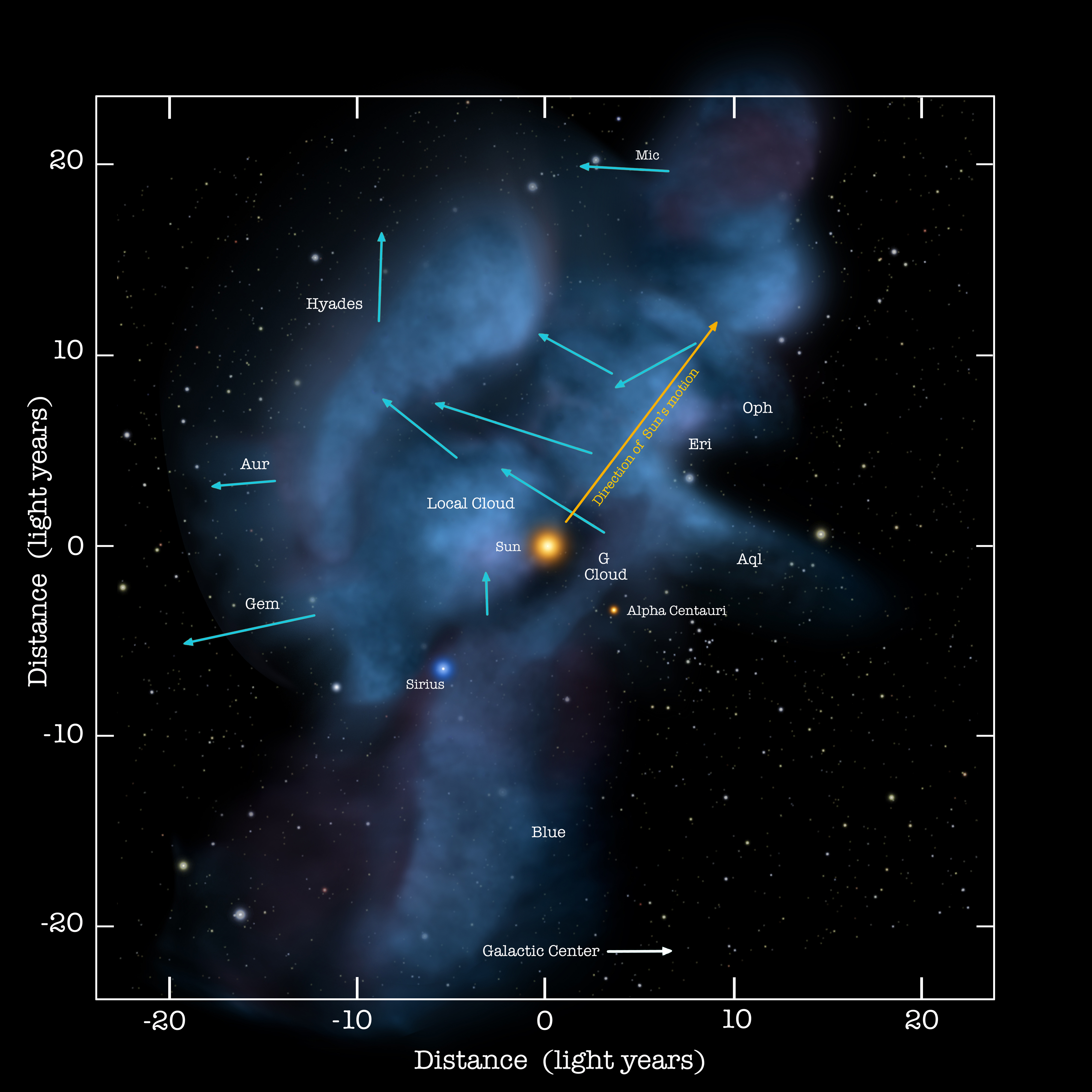
Diagramă a norilor din jurul materiei prin care se deplasează Sistemul Solar; săgețile indică mișcarea norilor.

Hartă care arată Soarele aproape de limita Norului nostru Interstelar Local și Alpha Centauri la circa 4 ani-lumină în Norul G.

'Norul Interstelar Local (în engleză Local Interstellar Cloud, abreviat LIC), denumit uneori Plușul local / Puful Local, este un nor interstelar care măsoară circa 30 de ani-lumină de larg. În prezent, Sistemul Solar se deplasează în acest nor, de la intrarea sa trecând între 40.000 și 150.000 de ani. Ar trebui să iasă din nor peste 10.000 până la 20.000 de ani. 

## Caracteristici
Norul are o temperatură de 6.000 °K, aproape aceeași temperatură ca suprafața Soarelui. Cu 0,26 atomi/cm3, densitatea sa este extrem de slabă, aproape 1/5 din densitatea mediului interstelar galactic. Totodată ea este dublul densității gazului din Bula Locală, o regiune cu densitate scăzută a mediului interstelar care cuprinde Norul Local, o mică zonă mai densă. În comparație, atmosfera terestră este, în condiții normale de temperatură și de presiune, compusă din 1020 molecule/cm3.
Norul alunecă spre exteriorul Asociației Scorpion-Centaurul, o asociație stelară care este o regiune de formare a stelelor.
Norul s-a format acolo unde s-au întâlnit Bula Locală și Bula Buclei I. Soarele, împreună cu alte câteva stele, între care Alpha Centauri, Altair, Vega, Fomalhaut și Arcturus, a fost încorporat în Plușul Local. 
Descoperirea izotopului fier-60 (notat 60Fe) pe Pământ, în straturi geologice foarte recente, știind că acest izotop are timpul de înjumătățire de 2,62 de milioane de ani și că nu este produs decât de supernovae, lasă să se înțeleagă că Norul Local conține 60Fe.Dacă este așa, straturile geologice vechi de peste 40.000 de ani nu trebuie să conțină 60Fe.
În 2019, cercetătorii au găsit fier interstelar în Antarctica, pe care îl raportează la Norul Interstelar Local.

## Interacțiunea cu câmpul magnetic solar
În 2009, datele obținute de Voyager 2 au sugerat că rezistența magnetică a mediului interstelar local a fost mult mai puternică decât se aștepta (370 până la 550 pico tesla (pT), față de estimările anterioare de 180 până la 250 pT). Faptul că Norul Interstelar Local este puternic magnetizat ar putea explica existența continuă a acestuia, în ciuda presiunilor exercitate asupra sa de vânturile care izbucneau în Bula Locală.
Interacțiunile potențiale dintre nor și Pământ sunt zădărnicite de către vântul solar și câmpul magnetic solar. Interacțiunea cu heliosfera este detectată de Interstellar Boundary Explorer (IBEX), un satelit al NASA, dedicat cartografierii frontierei dintre Sistemul Solar și spațiul interstelar.